# Xã Denning, Quận Franklin, Illinois
Xã Denning (tiếng Anh: Denning Township) là một xã thuộc quận Franklin, tiểu bang Illinois, Hoa Kỳ. Năm 2010, dân số của xã này là 5.202 người.